# 1942年の航空
< 1942年
1941年の航空 - 1942年の航空 - 1943年の航空

## 航空に関する出来事

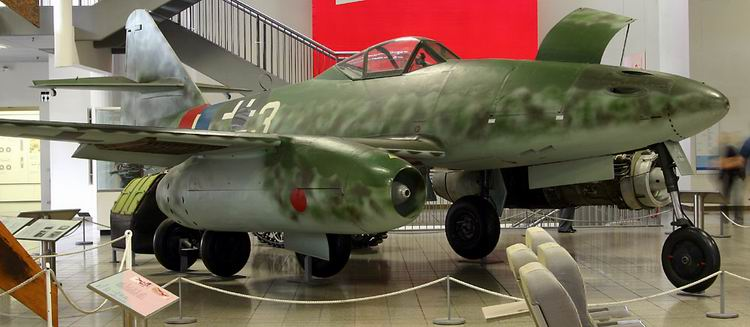
Me 262

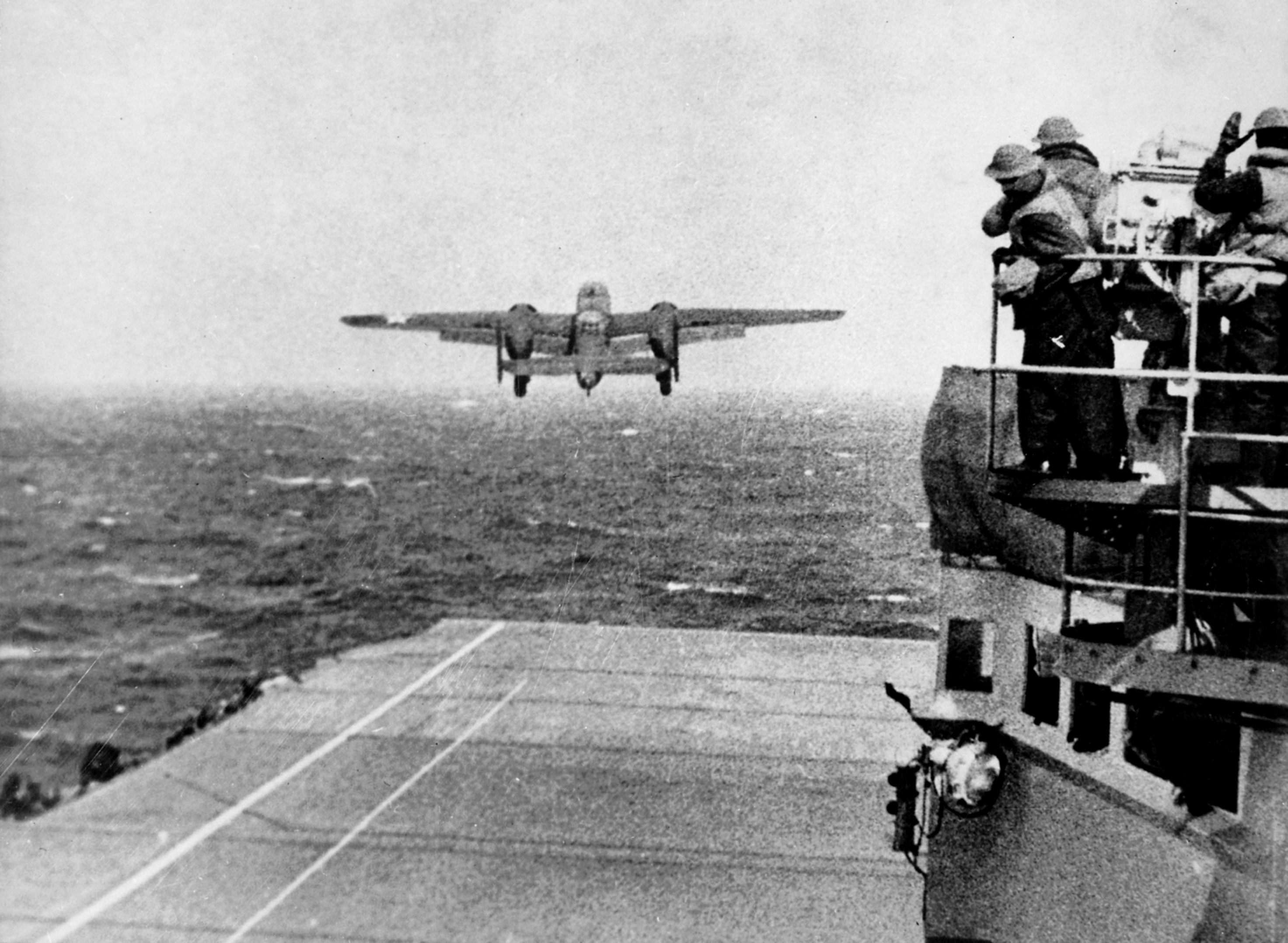
空母から発艦するB-25

- 1月3日 - 神風号で亜欧連絡飛行を達成した飯沼正明飛行士がマレーで事故死したが、戦死と発表された。
- 1月16日 - 戦時国債キャンペーンを行っていたアメリカの女優、キャロル・ロンバードをのせたDC-3がインディアナから、ロサンゼルスに戻る途中で事故をおこしロンバードが死亡した。
- 3月5日 - 東京に初の空襲警報発令された。
- 4月5日～9日 - 日本海軍の空母機動部隊がインド洋のセイロン島沖でイギリス海軍の東洋艦隊の間で海戦を行い、イギリス海軍の空母1隻、重巡洋艦2隻、駆逐艦2隻を沈没させた。（「セイロン沖海戦」）
- 4月18日 - 空母発進の米陸軍機B-2516機が東京・名古屋・神戸などを初空襲した。（ドーリットル空襲）
- 5月7日～8日 - 日本海軍の空母機動部隊とアメリカ海軍の空母機動部隊が、歴史上初めて航空母艦の艦載機同士のみの戦闘を交えた。（「珊瑚海海戦）
- 5月30日 - 英空軍がケルンを空襲した。
- 6月5日-6月7日 - ミッドウェー海戦が行われた。
- 7月 - ドイツのジェット戦闘機、メッサーシュミット Me262がフリッツヴェンデルで初飛行。
- 9月 - ボーイング B-29が初飛行
- 9月 - 伊25の搭載された零式小型水上偵察機が2回にわたってオレゴン州の森林に焼夷弾を投下し火災を発生させた。
- 10月1日 - アメリカのジェット戦闘機、ベル XP-59A が初飛行
- 10月3日 - A4ロケット（後のV2ロケット）が、ペーネミュンデで初飛行を行う。296秒で約マッハ5に達し、高度84.5 km、距離190 kmを飛行した。
- 12月23日 - イギリスでブラバゾン委員会（民間旅客機に関わる調査機関）が発足。

## 1942年に初飛行した機体の画像

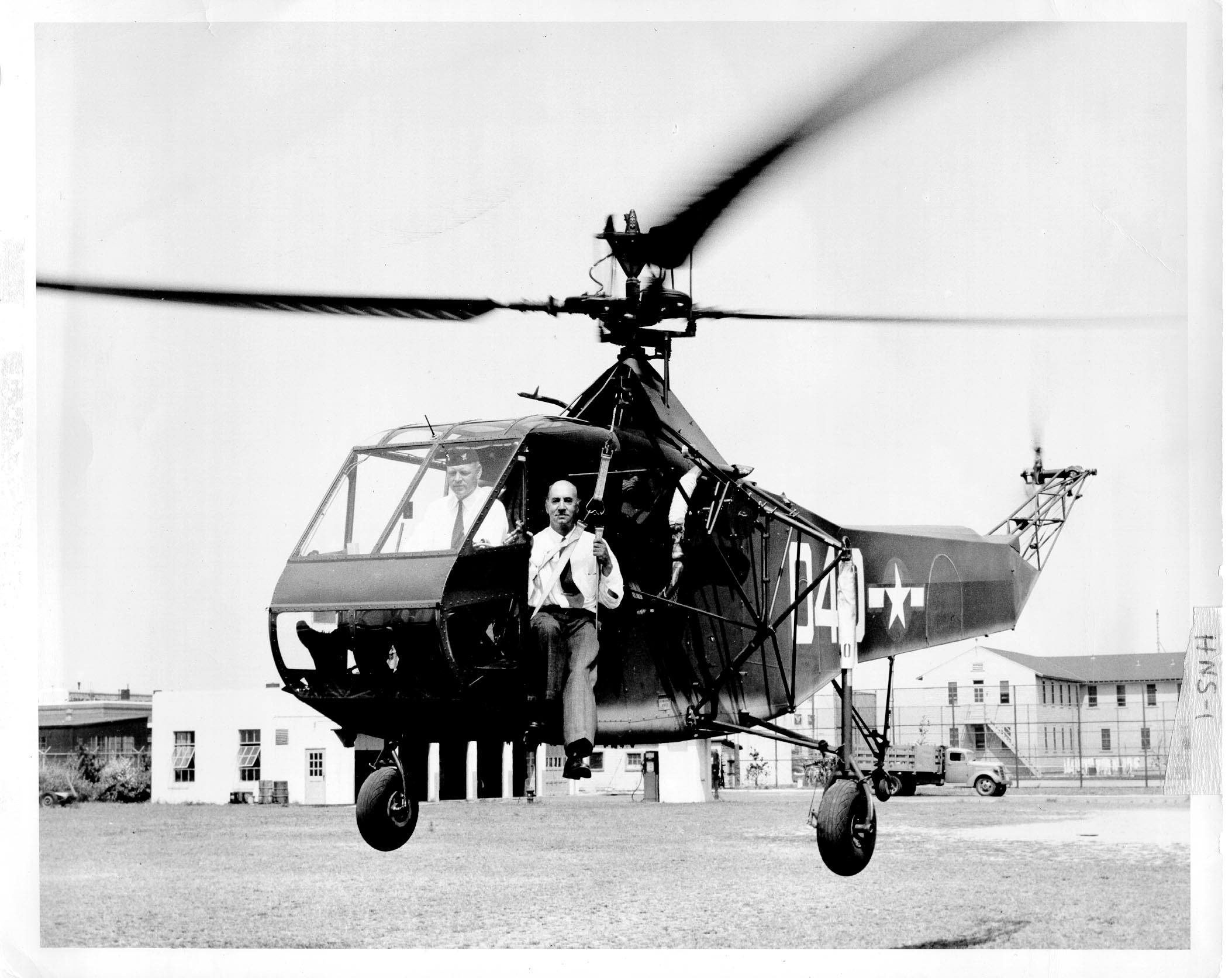
シコルスキー R-4 （1月13日）
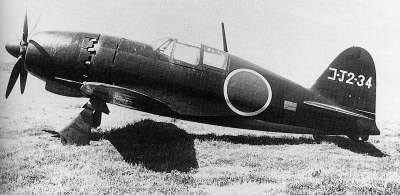
雷電 （3月20日）
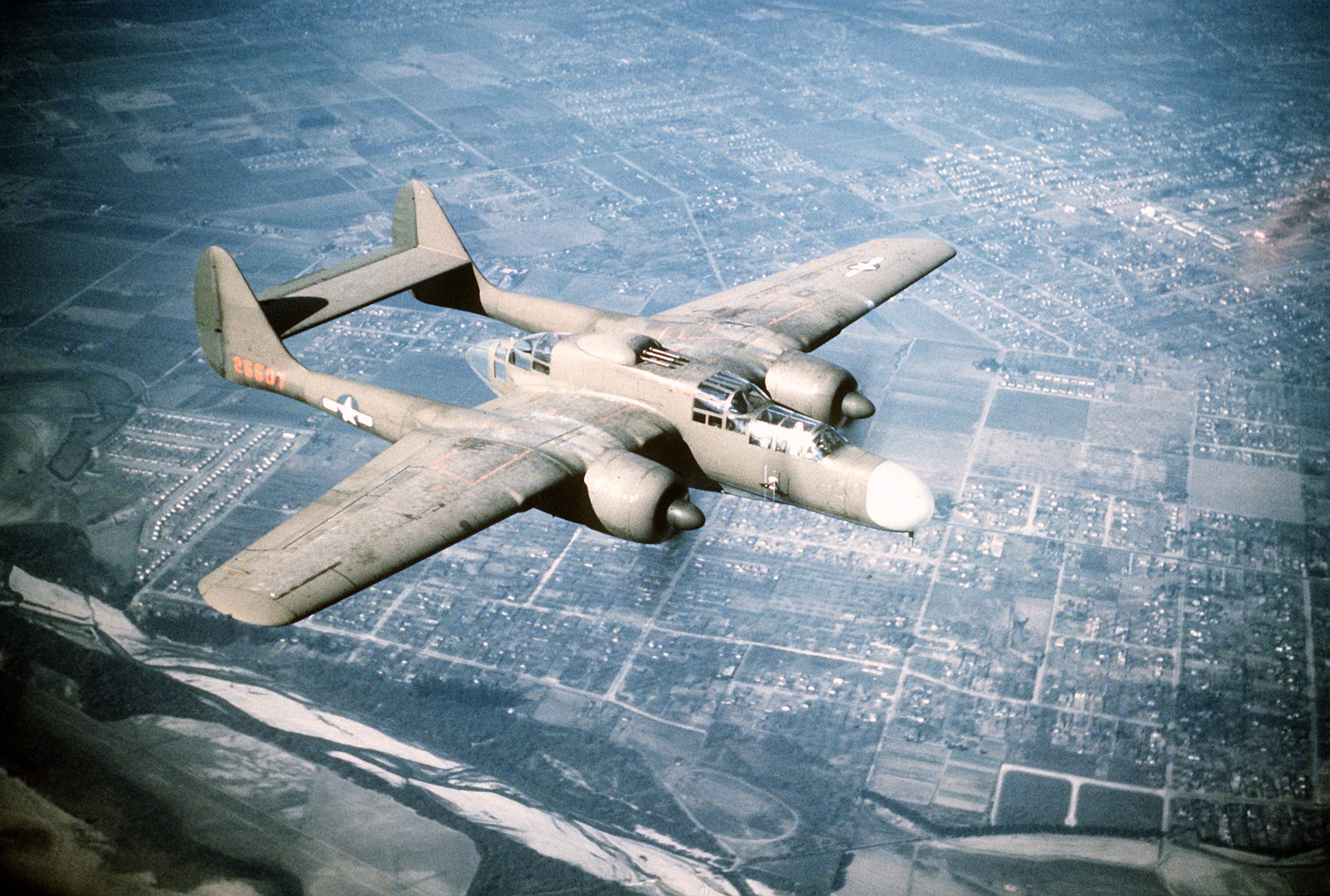
P-61 (5月21日）
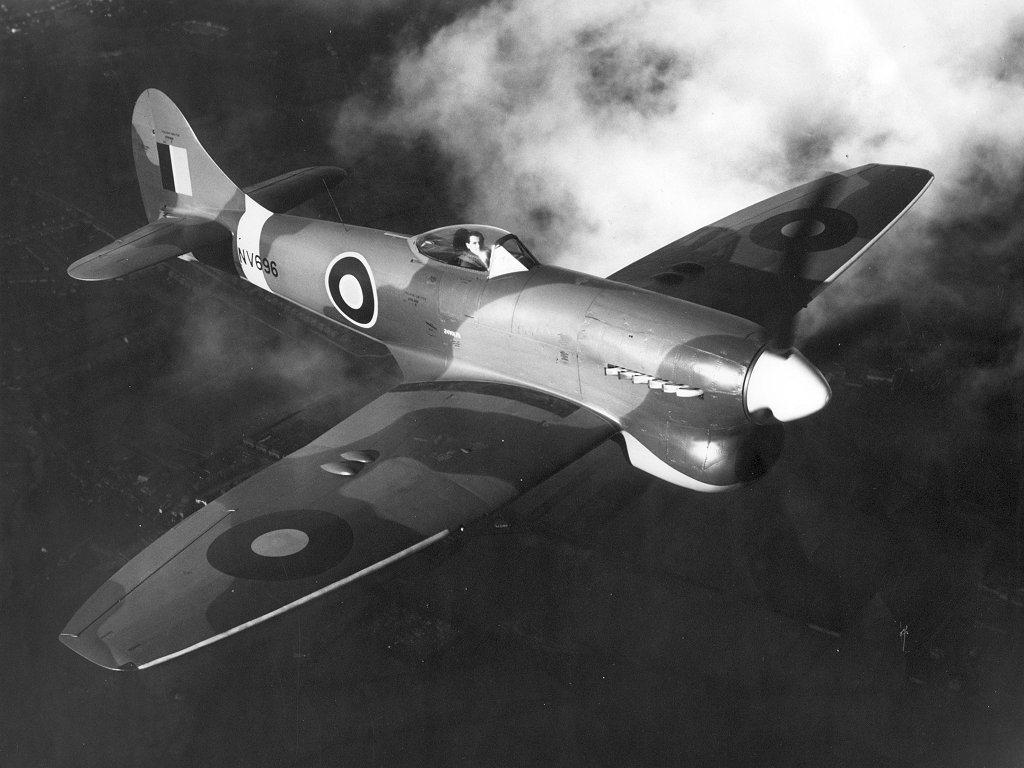
ホーカー テンペスト （9月2日)